# Robert Thomas

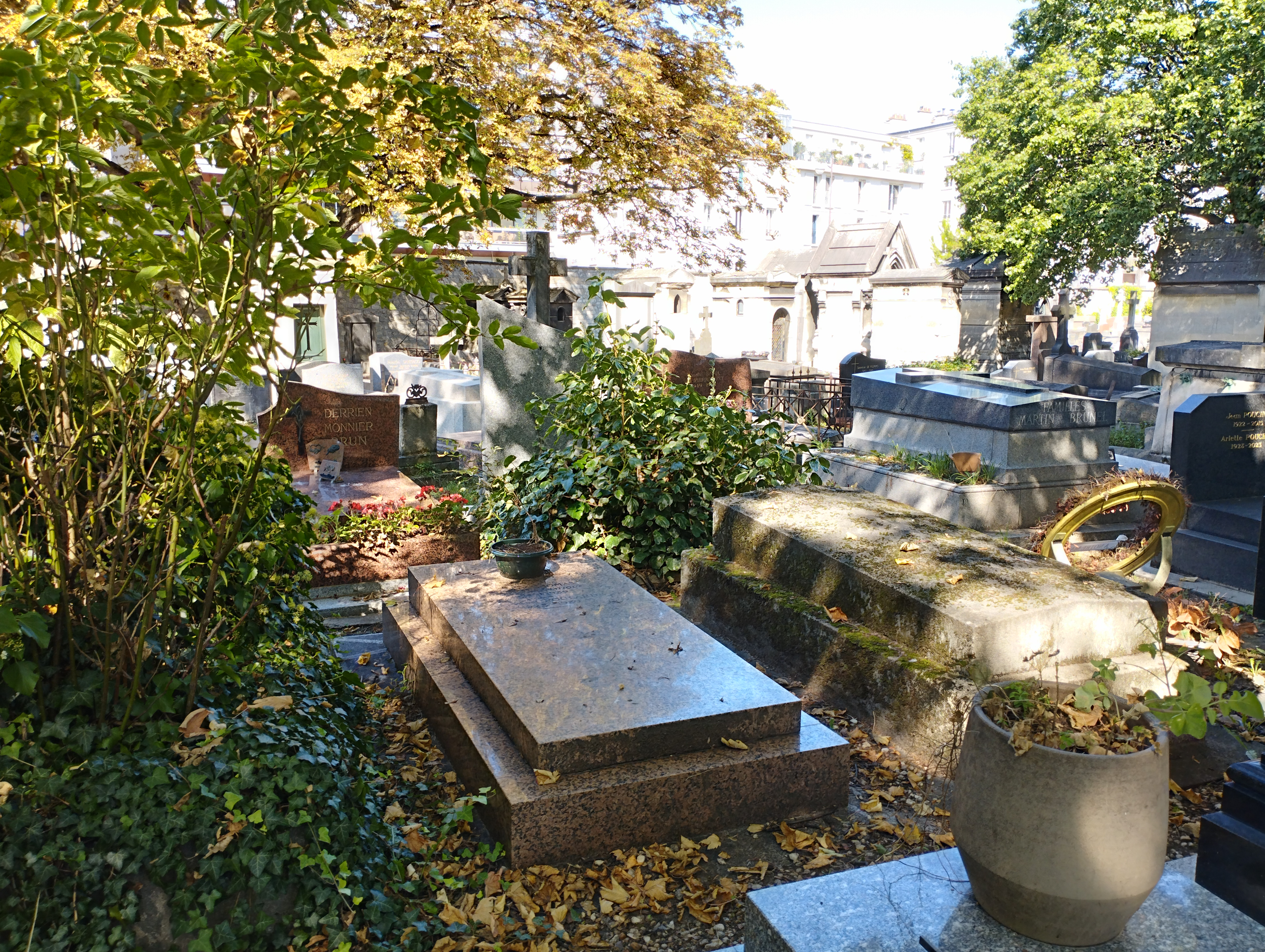
Tumba de Robert Thomas en el cementerio de Montmartre.

Robert Thomas (Gap, Altos Alpes, 28 de septiembre de 1927-París, 3 de enero de 1989) fue un dramaturgo, actor y director de teatro francés.

## Biografía
Es un autor, en parte, olvidado de las letras francesas. Sus inicios profesionales se sitúan a principios de la década de 1950, cuando instalado en París, participa como actor en montajes como La Main de César (1951, de André Roussin o Les Belles Bacchantes.
Pero su mayor reconocimiento le llega de su faceta de dramaturgo. En 1960 estrena Trampa para un hombre solo, un gran éxito sobre los escenarios, que estuvo a punto de ser llevada al cine por Alfred Hitchcock.
Un año más tarde, se reestrena la que había sido su primera obra, Ocho mujeres, haciéndose merecedor del Premio Quai des Orfèvres. Otras obras del autor son: Le Deuxième Coup de feu (1964), Assassins associés (1965), Le Marchand de soleil (1969) y La Poulette aux œufs d’or (1973).
Como director de cine, rodó, entre otras, La Bonne Soupe (1964) y Patate (1964). Entre 1970 y su fallecimiento dirigió el Théâtre Édouard VII de París.